# Estadio Vicente Calderón
Het Estadio Vicente Calderón was een voetbalstadion in de Spaanse stad Madrid. Het was tot en met het seizoen 2016/17 het thuisstadion van Atlético de Madrid. Na het in gebruik nemen van het nieuwe thuisstadion (Estadio Wanda Metropolitano), werd het stadion gesloopt. De laatste wedstrijd tussen (oud) spelers van Atlético en een wereldteam was op 28 mei 2017

## Omschrijving
Het Vicente Calderón had een grootte van 54.866 plaatsen en het veld was 105 meter lang en 70 meter breed.
Het Vicente Calderón werd regelmatig gebruikt voor internationale wedstrijden van het Spaans nationale elftal.

## Ligging
Het Estadio Vicente Calderón lag in het centrum van Madrid aan de oevers van de Manzanares. De originele naam van het stadion bij de ingebruikname in 1966 was dan ook het Estadio Manzanares, maar de naam werd later veranderd in Estadio Vicente Calderón ter ere van de toenmalige president Vicente Calderón.

## Werkzaamheden
Het Vicente Calderón lag aan de drukke snelweg M-30 die dwars door Madrid loopt. De weg (richting noorden) liep zelfs onder de hoofdribune. De werkzaamheden rond de binnenring van Madrid veroorzaakten vanaf 2006 veel overlast en vanwege de vele werkzaamheden waren er zorgen geuit over de veiligheid van de toeschouwers.

## Sloop
De sloop van het stadion begon in 2019 en was op 7 juli 2020 gereed

## WK interlands
| №  | Datum        | Wedstrijd                  | Uitslag | Competitie                | Toeschouwers |
| -- | ------------ | -------------------------- | ------- | ------------------------- | ------------ |
| 1. | 28 juni 1982 | Frankrijk – Oostenrijk     | 1 – 0   | WK 1982 2e Groepsfase (D) | 37.000       |
| 2. | 1 juli 1982  | Oostenrijk – Noord-Ierland | 2 – 2   | WK 1982 2e Groepsfase (D) | 20.000       |
| 3. | 4 juli 1982  | Noord-Ierland – Frankrijk  | 1 – 4   | WK 1982 2e Groepsfase (D) | 37.000       |